# Muhammad Yunus
Muhammad Yunus, född 28 juni 1940 i Bathua, provinsen Chittagong, är en bangladeshisk bankman och ekonom, grundare av Grameen Bank och mikrokreditkonceptet. Tillsammans med bankorganisationen belönades Yunus med Nobels fredspris 2006. Muhammad Yunus bankrörelse lånar ut pengar till fattiga i syfte att ge dessa möjlighet att skaffa ett arbete och därmed kunna försörja sig själva och sina familjer. Han tilldelades 2013 den amerikanska kongressens guldmedalj och president Barack Obama hade dessförinnan dekorerat honom med "The Presidential medal of Freedom", USA:s högsta civila utmärkelse.
BookHouse, som är ett imprint till bokförlaget Volante, har givit ut tre av hans böcker: De fattigas bankir, En värld utan fattigdom och Socialt företagande. I maj 2013 besökte professor Yunus Lund under en vecka på inbjudan av bl.a Lunds Universitet och den ideella föreningen Creative Lunds generalsekreterare Michael Wallenberg. Målet med besöket var att främja etableringen av en kapitalfond Sverige för mikrolån.
Efter veckor av våldsamma protester i Bangladesh som tvingat premiärministern Sheikh Hasina på flykt, har fredspristagaren och ekonomen Muhammad Yunus svurits in som landets nya ledare i Augusti 2024

## Utmärkelser
- Fulbright-programmet,  1965[5]
- Ramon Magsaysaypriset,  1984
- Independence Award in Rural Development,  1987[6][7]
- International Pfeffer Peace Award,  1994[8]
- World Food Prize,  1994
- Premio Internacional Simón Bolívar,  1996
- Hjelp til selvhjelp-prisen,  1997
- Sydneys fredspris,  1998[9]
- Prinsessan av Asturiens pris för enighet, med  Nicolás Castellanos Franco, Vicente Ferrer och Joaquín Sanz Gadea,  1998
- Indira Gandhi-priset,  1998
- Hedersdoktor vid Katholieke Universiteit Leuven,  1998
- Hedersdoktor vid University of Sydney,  27 november 1998[10]
- Fukuokapriset för asiatisk kultur,  15 september 2001[11]
- Hedersdoktor vid Université catholique de Louvain,  2003
- Volvos miljöpris,  29 oktober 2003[12]
- Hedersdoktor vid Universidad Complutense,  2004
- Four Freedoms Award för frihet från nöd,  2006
- Hedersdoktor vid Universidad de Alicante,  2006
- Hedersdoktor vid Valencia Universitet,  2006[13]
- Nobels fredspris, med  Grameen Bank,  2006[14][15]
- Kung Abdulaziz-orden,  2007[16]
- Bolivars bysts orden,  2007[17]
- The Nichols-Chancellor's Medal,  10 maj 2007[18]
- Benins nationalorden,  2008
- Presidentens frihetsmedalj,  30 juli 2009[19]
- Kongressens guldmedalj,  2010[20]
- Storkorsriddare av Republiken Italiens förtjänstorden,  26 juli 2010[21]
- Hedersdoktor vid Universidad Nacional Mayor de San Marcos,  27 september 2010[22]
- Storkorset för Peruanska Solorden,  27 september 2010[23]
- Hedersdoktor vid HEC Paris
- Hedersdoktor vid Universitetet i Florens
- Italienska republikens förtjänstorden
- Prinsessan av Asturiens pris

[Redigera Wikidata]